# Asyndetus diaphoriformis
Asyndetus diaphoriformis är en tvåvingeart som beskrevs av Negrobov och Igor Shamshev 1986. Asyndetus diaphoriformis ingår i släktet Asyndetus och familjen styltflugor. Inga underarter finns listade i Catalogue of Life.